# Metaphrase
Eine Metaphrase (griech. μετάφρασις „Übersetzung“, von μετά „hinterher“ und φράση „Ausdruck, Satz, Wendung“) ist eine wortgetreue Übersetzung in einen anderen Ausdruck, wobei Versdichtung in Prosa umgewandelt wird. Eine Paraphrase ist dagegen eine sinngemäße Übertragung ohne wörtliche Textwiederholung. Weiterhin bezeichnet der Begriff die erklärende Wiederholung eines Wortes durch ein Synonym. In diesem Fall ist der Begriff mit der Correctio verwandt und kann als rhetorisches Stilmittel gelten.

## Wortgetreue Übersetzung
Beispiel:

„Early to bed and early to rise

makes a man healthy, wealthy, and wise.“

Metaphrase:

„Früh zu Bett und früh Aufstehen

macht einen Mann gesund, reich und klug.“

Paraphrase:

„Morgenstund hat Gold im Mund.“

## Erklärende Wiederholung
Beispiel:

„Der Kleine, das Kind dort [...]“

Der Begriff „Kleine“ wird in diesem Fall präzisiert und durch das Wort „Kind“ genauer umrissen. Die Metaphrase kann somit außerdem eine Selbstkorrektur des Sprechenden sein.